# 明神ヶ岳 (神奈川県)
明神ヶ岳（みょうじんがたけ）は神奈川県南足柄市と箱根町の境にある標高1,169mの山で、箱根山の古期外輪山の一峰である。富士箱根伊豆国立公園に指定されている。
箱根山の北東部に位置するやや細長い山で、山頂からは箱根の山々から富士山、丹沢山地、相模湾などを望むことができる。

## 登山
箱根の山では金時山に次いで登る人の多い山。山頂の広さやその展望が人気の理由。ここに登るルートはいくつかある。
1. 箱根越えの古道を楽しめる「道了尊から明神ヶ岳」
2. 箱根湯本駅から塔ノ峰を経由する「ロングトレイルコース」
3. 明神ヶ岳から金時山に向かうコース

と特徴様々に登山を楽しめる。

## 交通
- 伊豆箱根鉄道大雄山線 大雄山駅より伊豆箱根バス「道了尊行」で終点「道了尊」で下車。徒歩2 - 3時間。
- 箱根登山電車 強羅駅より徒歩2 - 3時間。

## 周辺の山
- 金時山（1,213m）
- 明星ヶ岳（924m）

## ギャラリー

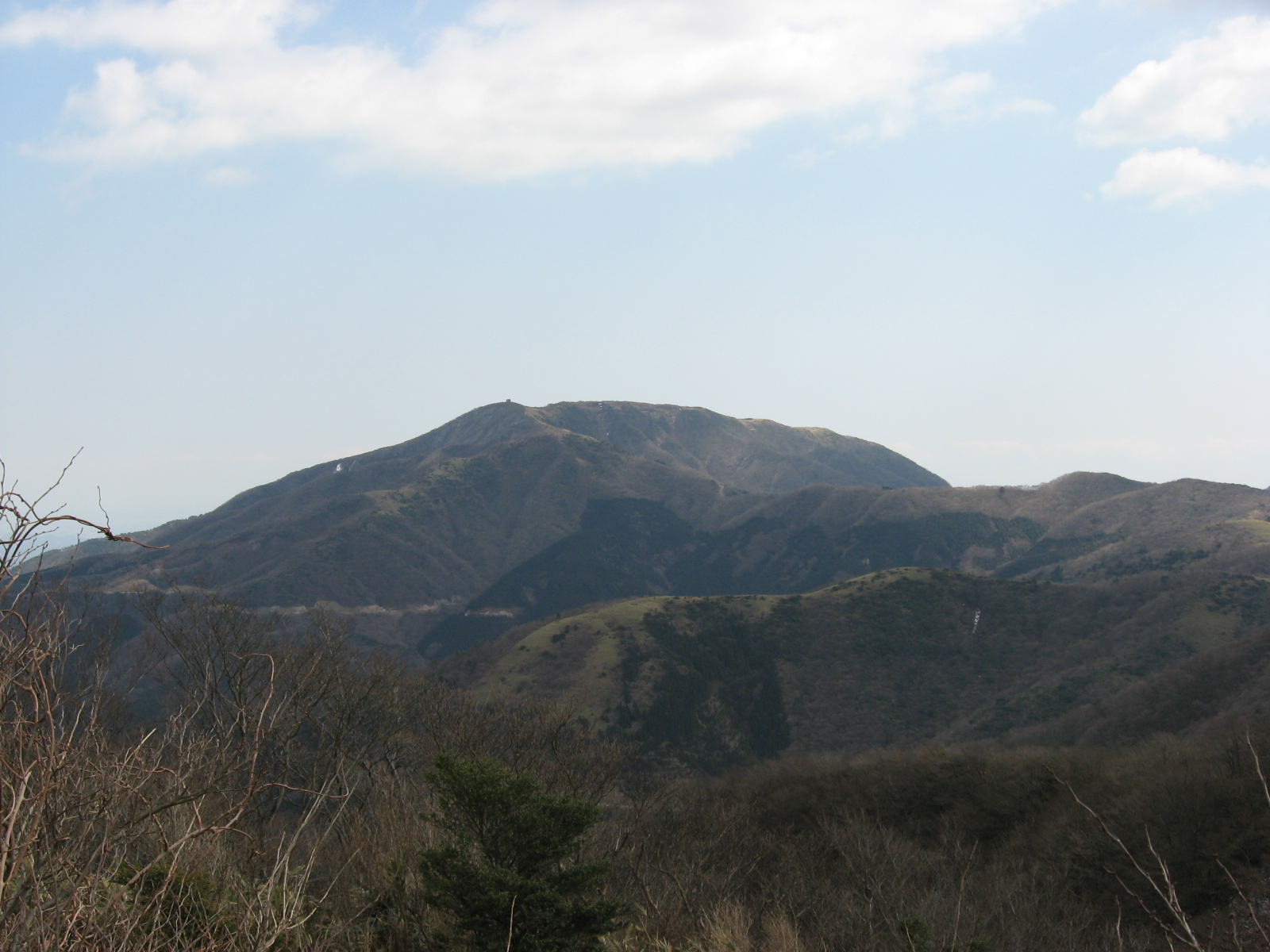
金時山付近から見た明神ヶ岳
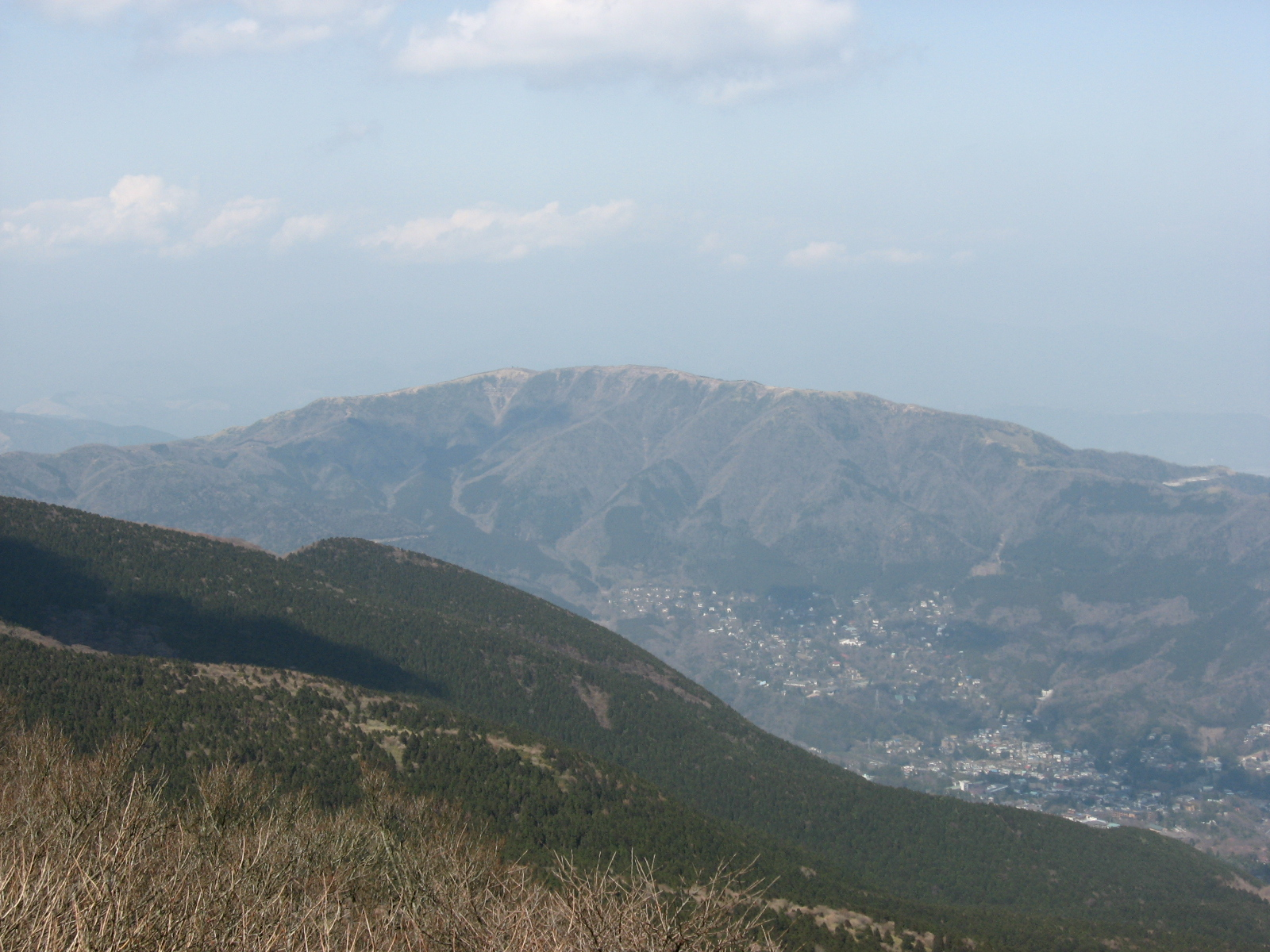
箱根駒ヶ岳から見た明神ヶ岳
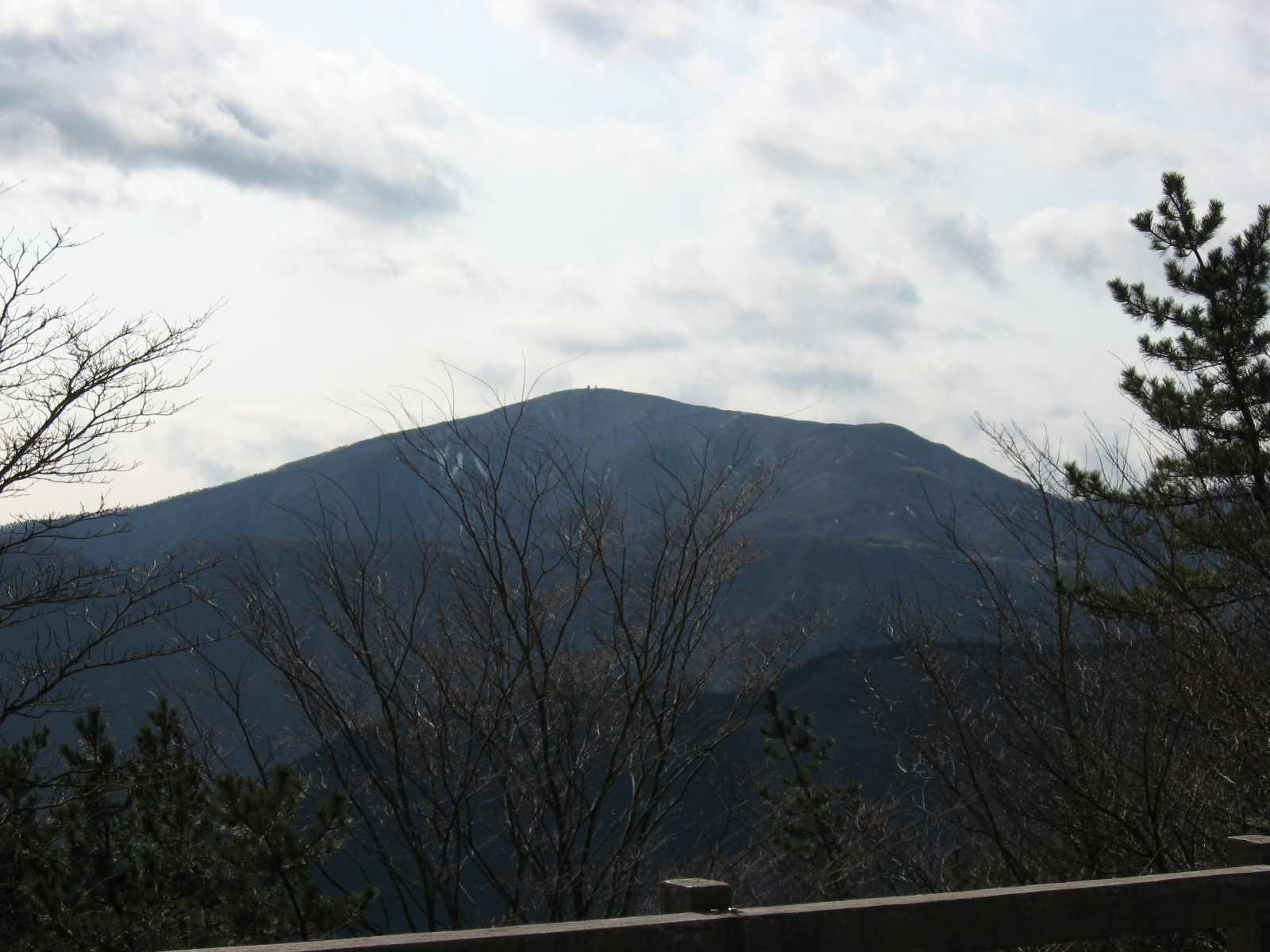
足柄万葉公園から見た明神ヶ岳
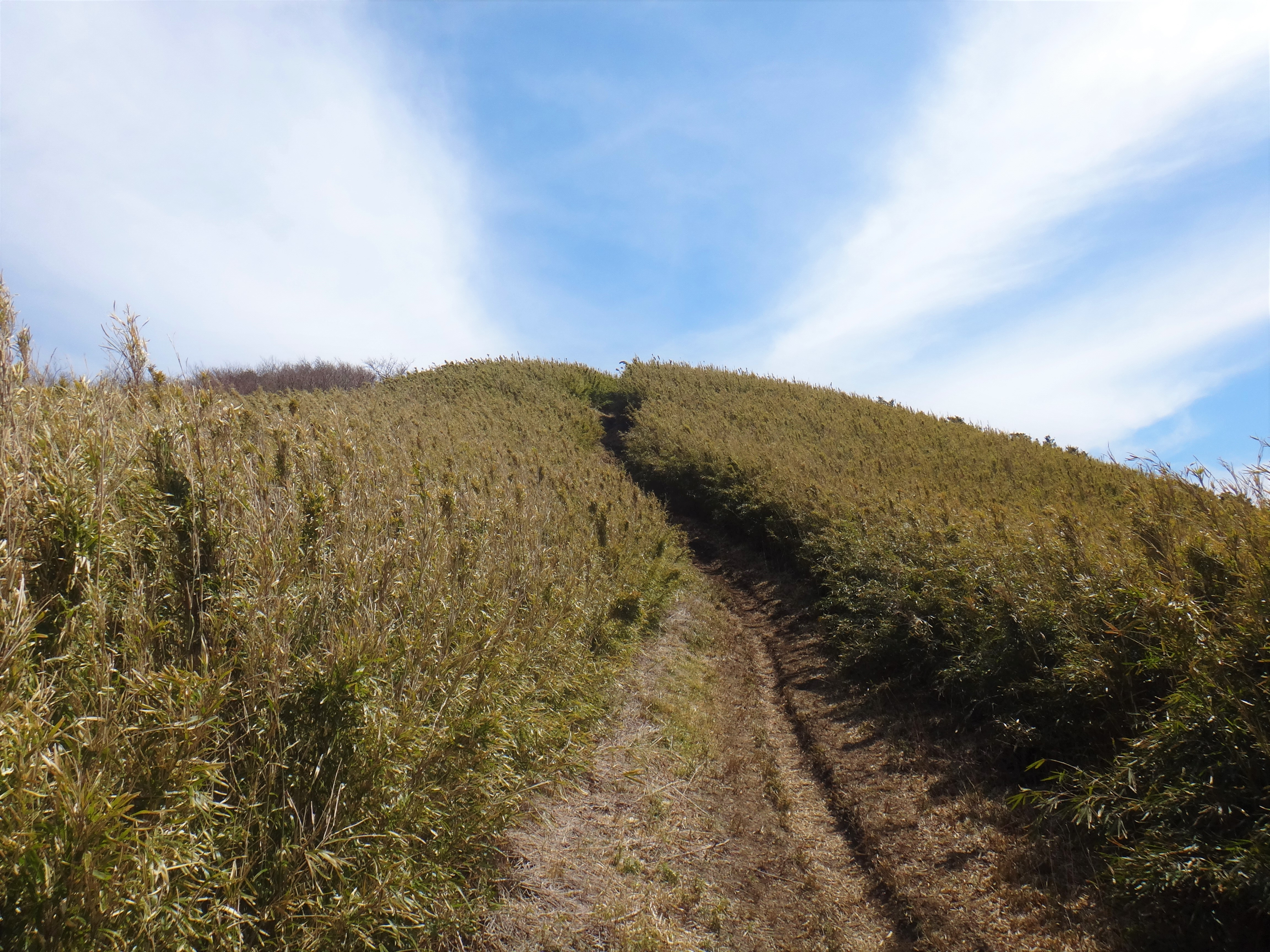
ハコネダケ生い茂る明神ヶ岳への登り
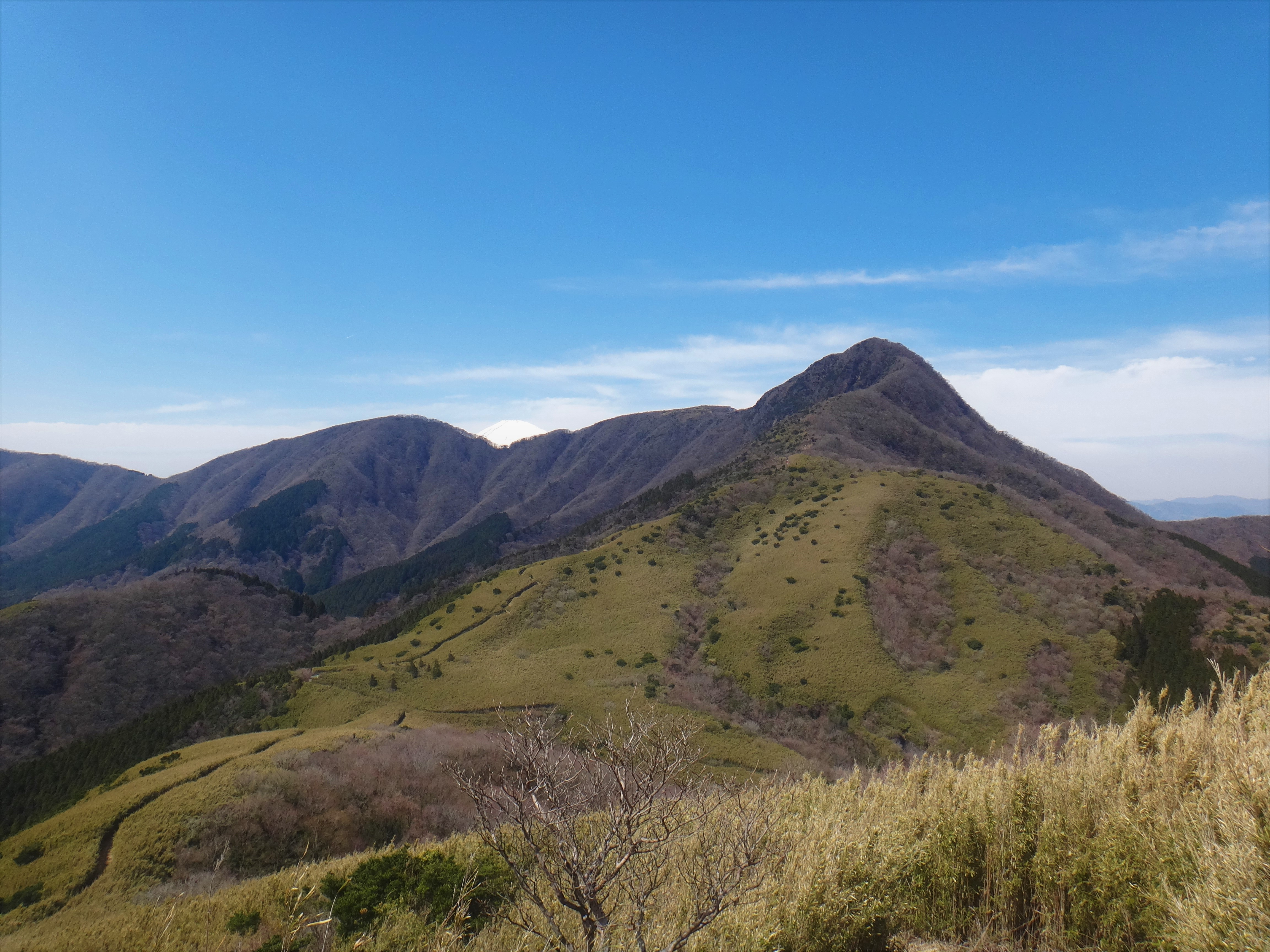
矢倉沢峠の上部から金時山を望む
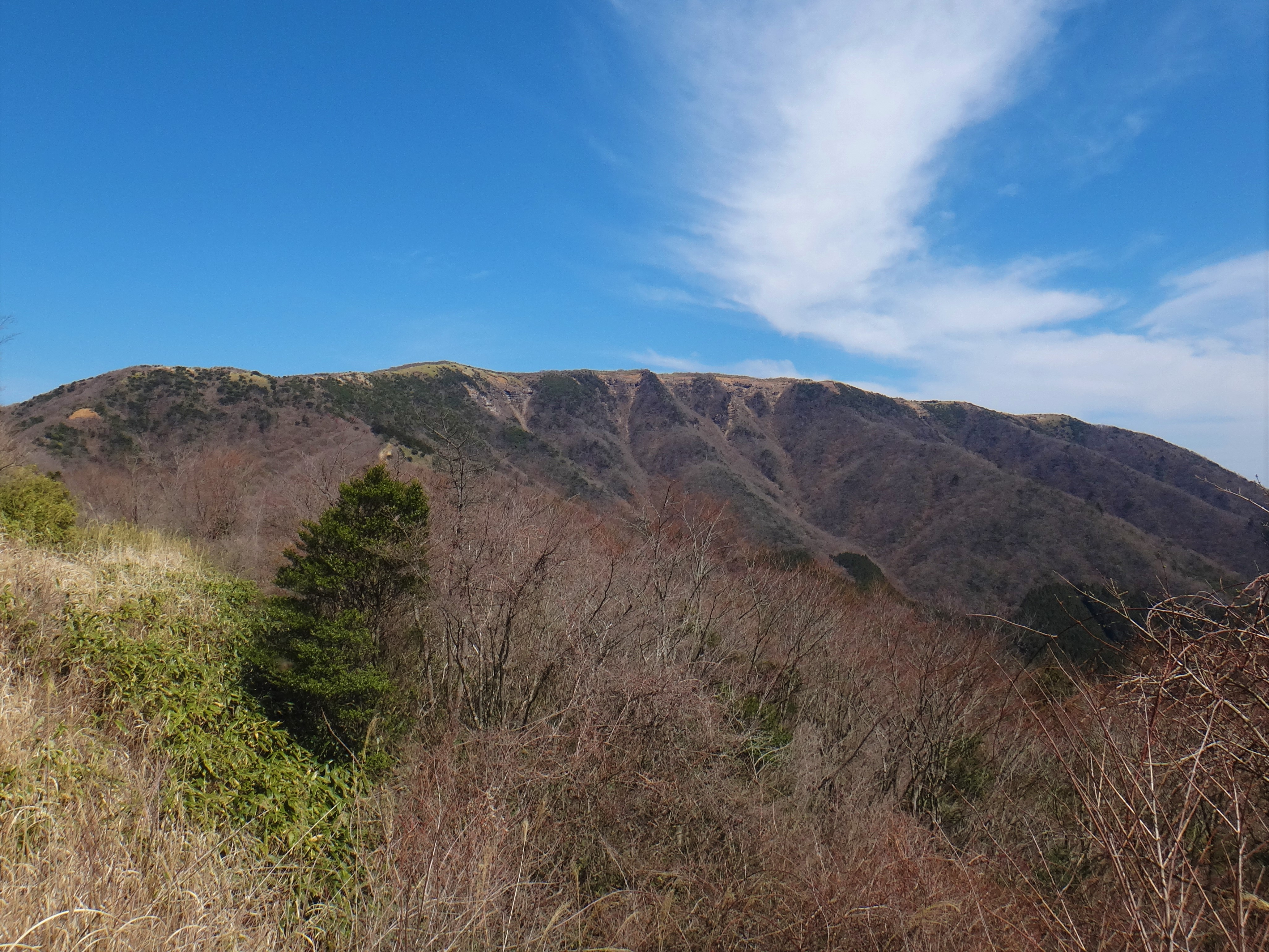
火打石岳から明神ヶ岳を望む
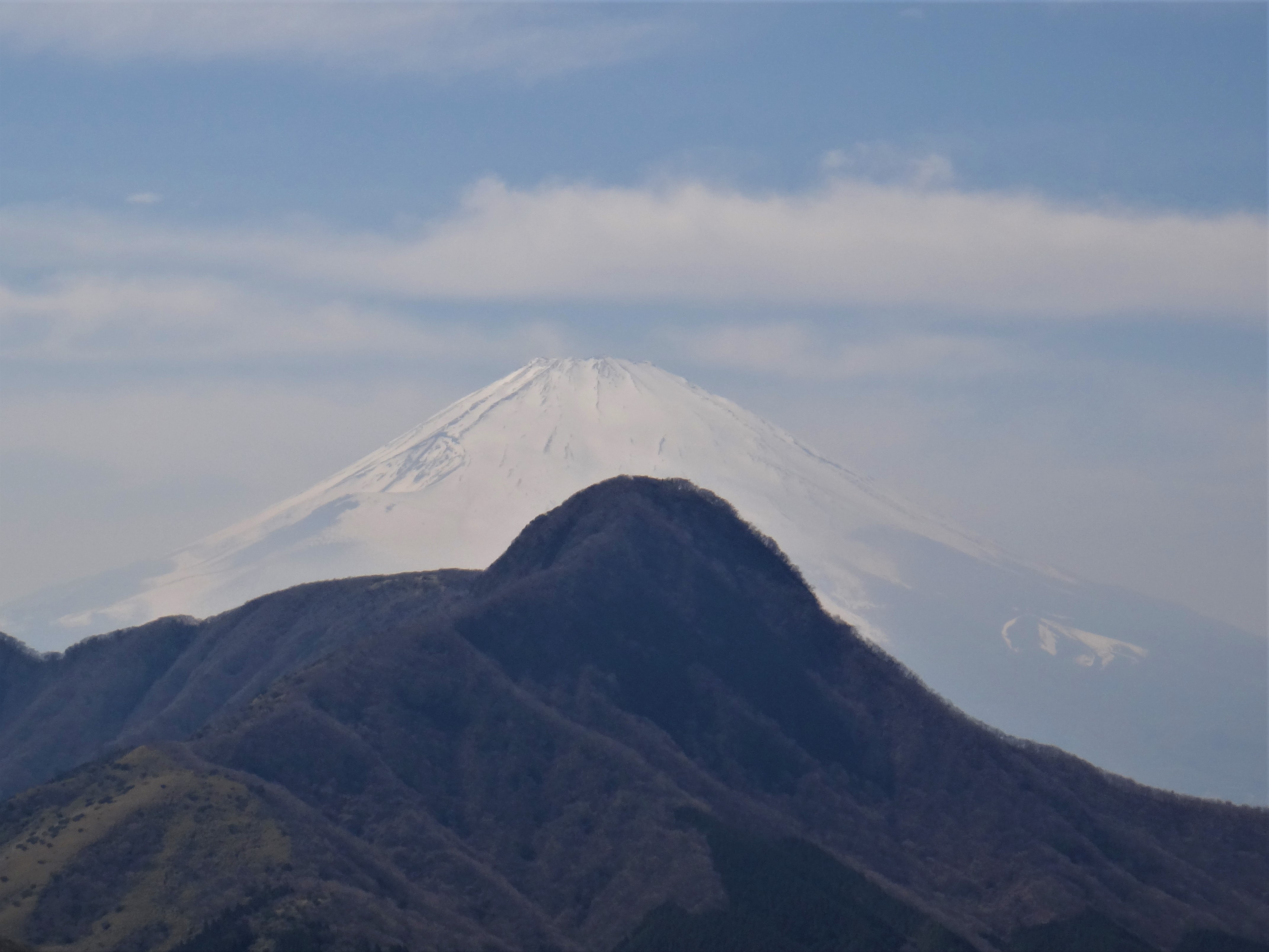
明神ヶ岳直下から重なった金時山と富士山を望む
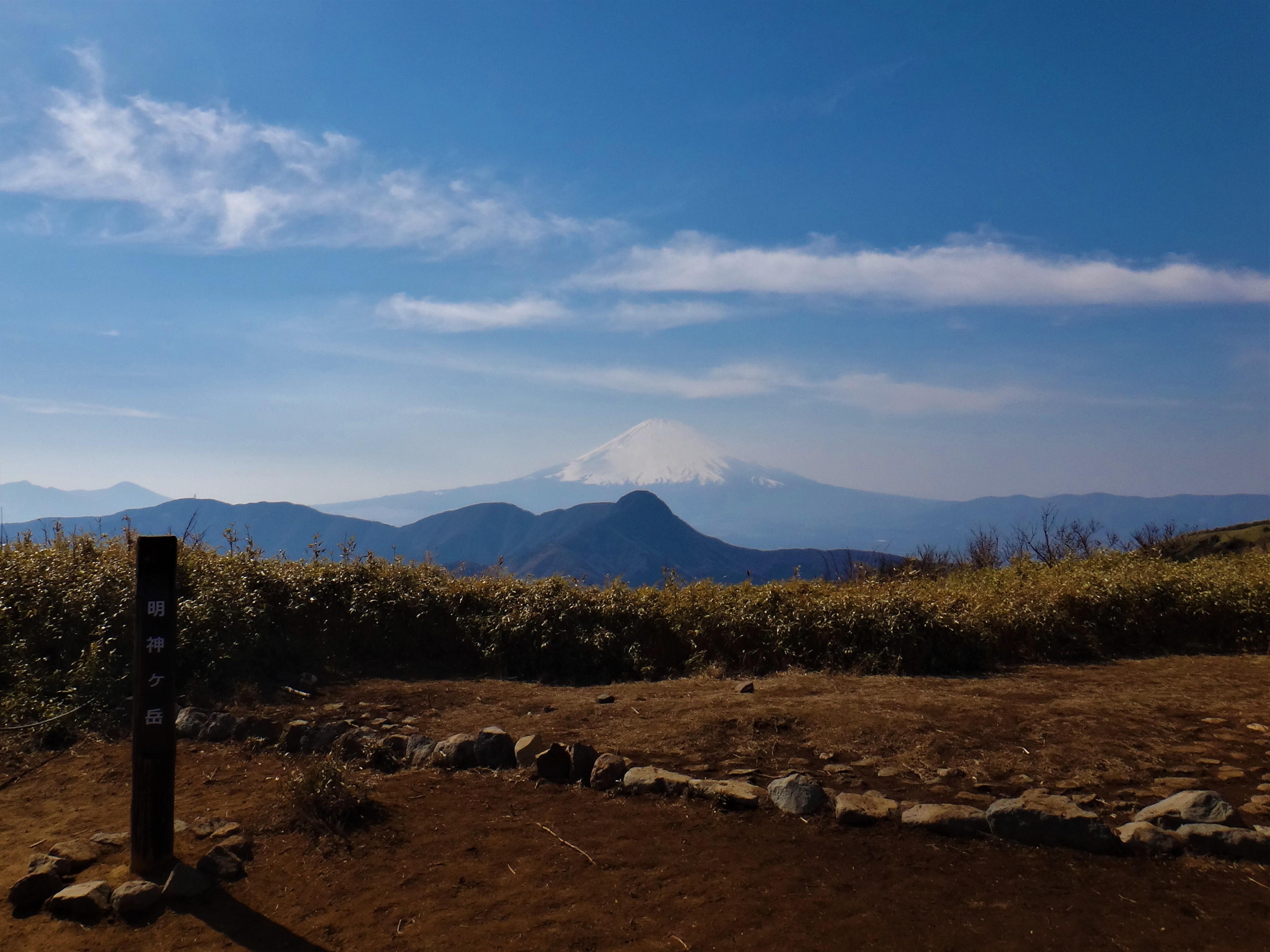
明神ヶ岳山頂
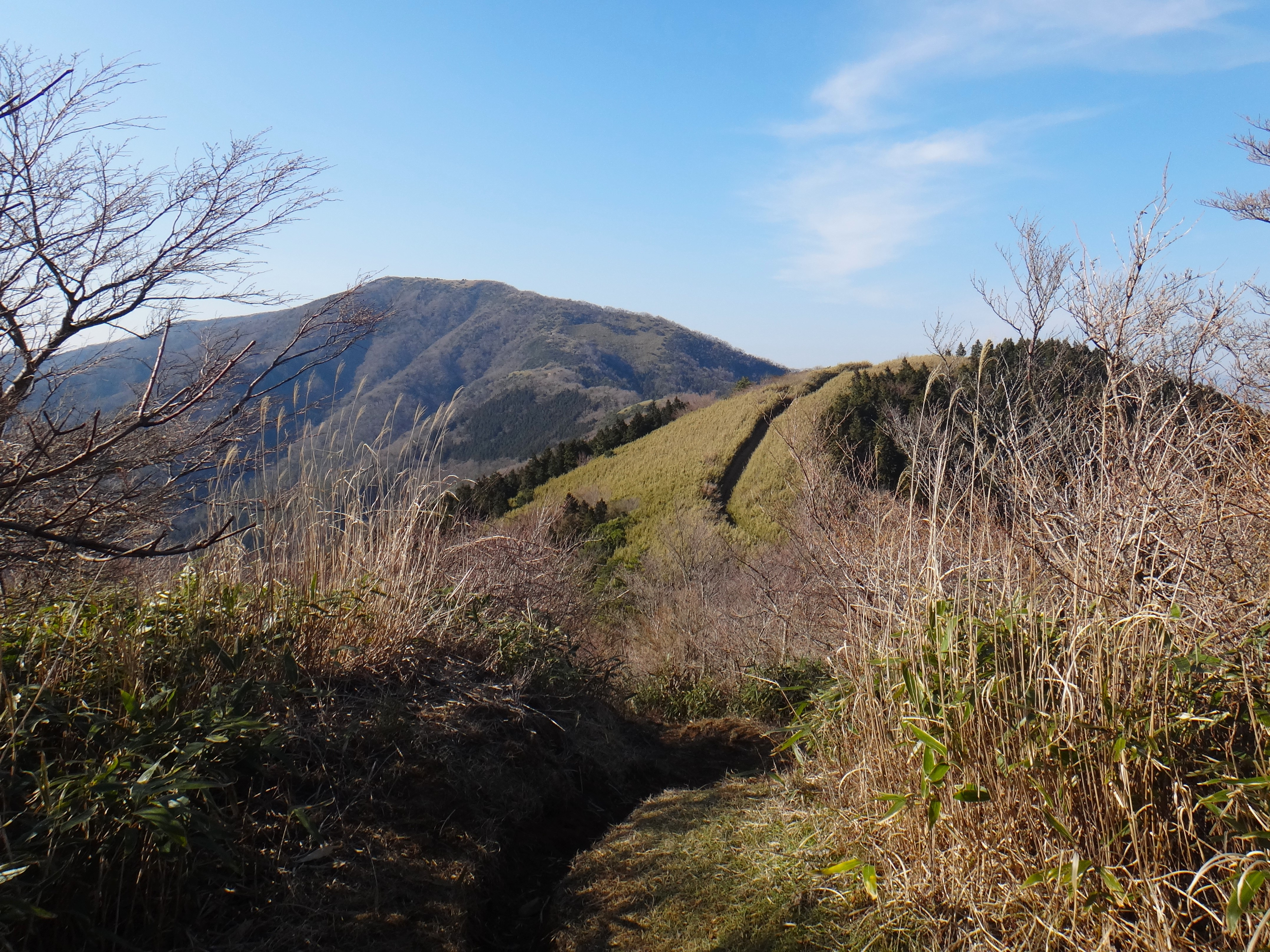
明星ヶ岳からの明神ヶ岳